# Fonti francescane
Le Fonti francescane sono una raccolta di testi sulla storia dell'Ordine francescano, pubblicata dal Consorzio di case editrici EFR - Editrici Francescane, costituito il 31 marzo 1995 dall'intesa tra quattro case editrici francescane italiane: le Edizioni Biblioteca Francescana di Milano, le Edizioni Messaggero di Padova, le Edizioni Porziuncola di Santa Maria degli Angeli (PG) e la Libreria Internazionale Edizioni Francescane di Vicenza.
Comprende gli scritti e le biografie di Francesco e Chiara d'Assisi.
I testi sono basati sugli originali, mantengono la terminologia biblica, ecclesiale e teologica.
La prima edizione è del 1977; la seconda, ampliata, è del 2004; la terza edizione, ulteriormente perfezionata, è uscita nel 2011.

## Composizione del testo
L'edizione delle Fonti francescane del 2011 è suddivisa in cinque sezioni.
Alla redazione del testo hanno contribuito esperti della storia dell'Ordine francescano, Docenti delle università di Stato e Pontificie, storici laici e religiosi del francescanesimo.
Le sezioni comprendono:
- Scritti di Francesco d'Assisi: Sono presenti tutti gli scritti: le regole e le esortazioni, le lettere e le laudi e le preghiere.
- Biografie di Francesco d'Assisi, Leggende "maggiori" e "minori"
- Cronache e altre testimonianze
- Scritti e fonti biografiche di Chiara d'Assisi
- Testi normativi dell'Ordine dei fratelli e delle sorelle della penitenza